# 裘氏擬棘鯛
裘氏擬棘鯛為輻鰭魚綱金眼鯛目金眼鯛亞目金眼鯛科的其中一種，分布於南澳大利亞海域，棲息深度10-500公尺，體長可達66公分，棲息在岩礁區或泥底質海域，屬肉食性，可做為食用魚。

## 擴展閱讀
維基物種上的相關：裘氏擬棘鯛